# بيتي ابرلين
بيتي ابرلين (بالإنجليزية: Betty Aberlin) (من مواليد 30 ديسمبر 1942) ممثلة وشاعرة وكاتبة أمريكية .

## روابط خارجية
- بيتي ابرلين على موقع IMDb (الإنجليزية)
- بيتي ابرلين على موقع روتن توميتوز (الإنجليزية)
- بيتي ابرلين على موقع ألو سيني (الفرنسية)
- بيتي ابرلين على موقع تيرنر كلاسيك موفيز (الإنجليزية)
- بيتي ابرلين على موقع أول موفي (الإنجليزية)
- بيتي ابرلين على موقع قاعدة بيانات برودواي على الإنترنت (الإنجليزية)
- بيتي ابرلين على موقع قاعدة بيانات برودواي على الإنترنت (الإنجليزية)
- بيتي ابرلين على موقع قاعدة بيانات الأفلام السويدية (السويدية)
- بيتي ابرلين على موقع ديسكوغز (الإنجليزية)
- بيتي ابرلين على موقع قاعدة بيانات الفيلم (الإنجليزية)